# Куинси (Вашингтон)
Вижте пояснителната страница за други значения на Куинси.
Куинси (на английски: Quincy) е град в окръг Грант, щата Вашингтон, САЩ. Куинси е с население от 5044 жители (2000) и обща площ от 5,8 km². Намира се на 397 m надморска височина. ЗИП кодът му е 98848, а телефонният му код е 509.